# Papillaria filifunalis
Papillaria filifunalis là một loài Rêu trong họ Meteoriaceae. Loài này được Müll. Hal. mô tả khoa học đầu tiên năm 1890.